# Sørvágur
Sørvágur è un comune delle Isole Fær Øer. Ha una popolazione di 1 066 abitanti e fa parte della regione di Vágar. Comprende la parte occidentale di Vágar e l'intera isola di Mykines.
Il 1º gennaio 2005 ha inglobato i territori dei comuni soppressi di Bíggjar e Mykines. Il comune comprende 4 località: Bøur, Gásadalur, Mykines (unico insediamento sull'isola omonima) e Sørvágur (capoluogo).

## Infrastrutture e trasporti
A Sørvágur si trova l'unico aeroporto delle Isole Fær Øer, l'Aeroporto di Vágar.

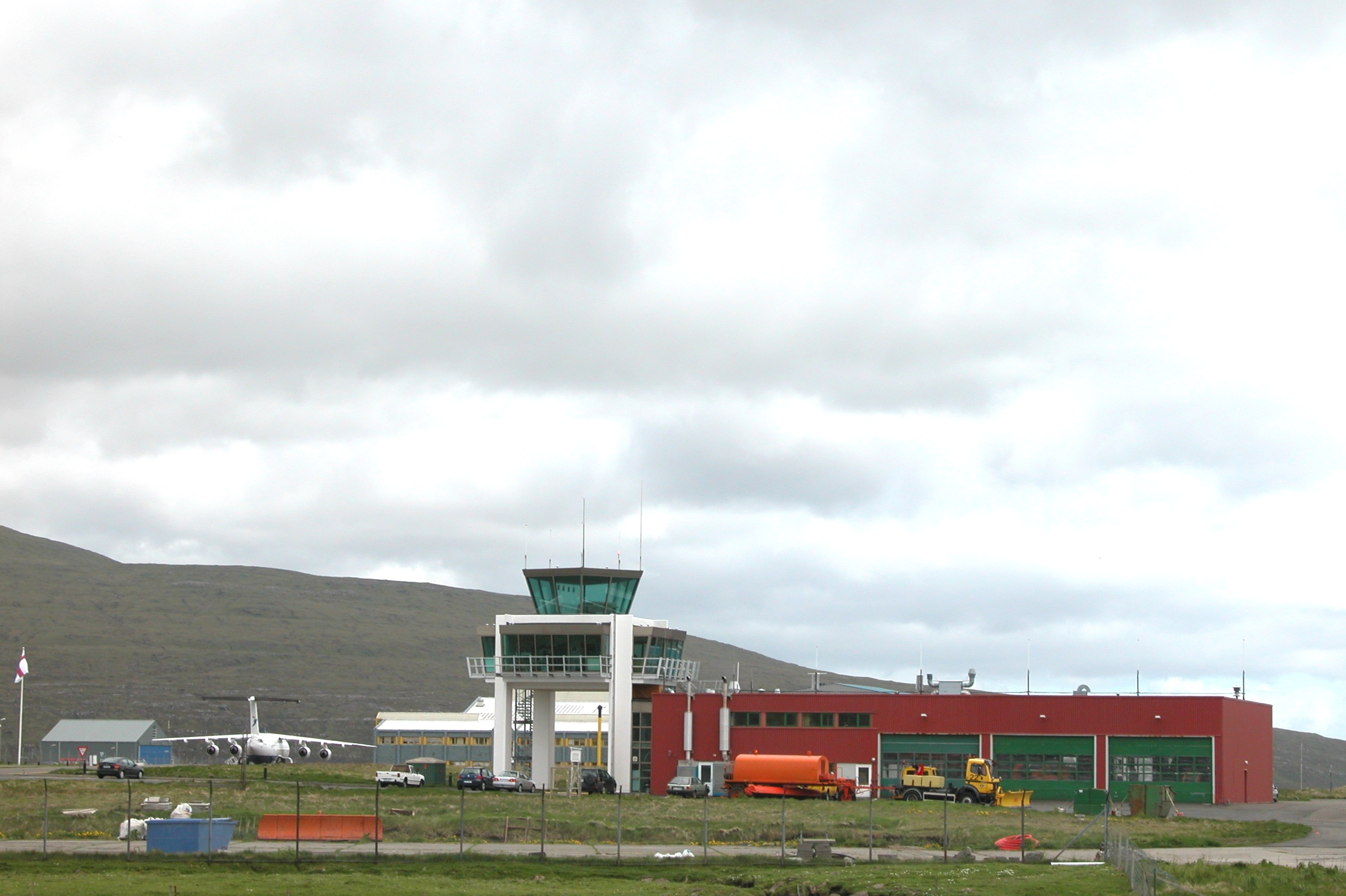
Terminal e Torre di controllo